# Dissolució ideal

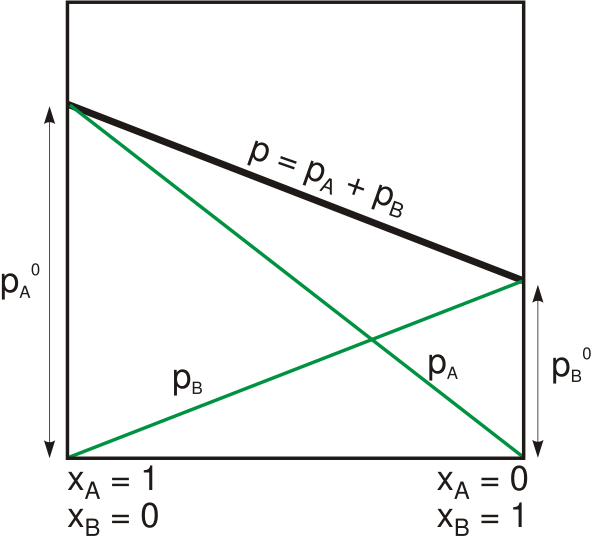
Representació de les pressions parcials i de la pressió total d'una dissolució ideal de dos components, A i B.

Una dissolució ideal és una dissolució líquida que obeeix a una forma idealitzada de la llei de Raoult en l'interval complet de composicions a totes pressions i temperatures.
Aquesta llei està basada en mesures experimentals de pressions de vapor i es pot expressar com:
on: {\displaystyle p_{i}\,} és la pressió parcial del component i; {\displaystyle P_{i}^{*}\,} és la pressió de vapor del component i pur; i {\displaystyle x_{i}\,} és la fracció molar del component i a la dissolució. Com que {\displaystyle x_{i}<1\,}, l'addició d'una substància a un líquid pur disminueix la pressió de vapor d'aquest. Exemples de dissolucions ideals són bromur d'etilè i bromur de propilè; benzè i clorur d'etilè; i benzè i toluè. Aquests exemples són excepcionals, ja que la majoria de dissolucions no segueixen en tot l'interval de concentracions la llei de Raoult, nogensmenys si els components de la dissolució tenen estructures semblants, com ara el benzè i el ciclohexà, les desviacions del comportament ideal són mínimes.
La raó per la qual hom defineix les dissolucions ideals és perquè en l'estudi de qualsevol sistema químic-físic és convenient disposar d'un estat ideal en què les lleis que el regeixen siguin extremadament senzilles. Així, en l'estudi dels gasos hom defineix el gas perfecte o ideal, que és aquell al qual tendeixen tots els gasos quan la pressió tendeix a zero. En l'estudi dels sòlids hom defineix un sòlid ideal, perfectament ordenat, al qual tendeixen tots els sòlids quan la temperatura s'aproxima als 0 kèlvins. L'estudi dels sistemes reals resulta més simple agafant com a punt de partida els models ideals.

## Història

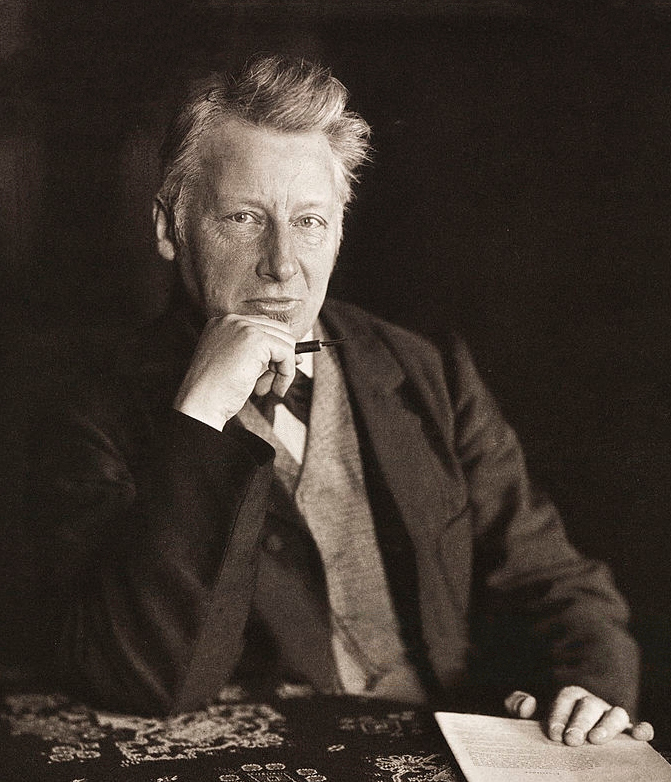
Jacobus Henricus van 't Hoff el 1900.

El concepte de dissolució ideal fou introduït pel químic holandès Jacobus Henricus van 't Hoff en els seus estudis, a mitjans de la dècada dels 1880, sobre l'equilibri químic en les dissolucions. Van' t Hoff descobrí que el comportament de les dissolucions molt diluïdes era semblant al dels gasos. Segons ell les molècules de solut es mouen dins la dissolució com ho fan les molècules d'un gas, amb total llibertat, d'un lloc a un altre, xocant amb les parets. Les proves experimentals d'aquesta hipòtesi les aconseguí amb l'estudi de la pressió osmòtica quan descobrí una equació per a la pressió osmòtica similar a l'equació general dels gasos ideals. Van 't Hoff comprovà que la seva llei es complia amb molta precisió per a dissolucions molt diluïdes, a les quals anomenà dissolucions ideals per semblança amb els gasos ideals.

## Altres definicions
Hi ha diverses maneres de definir una dissolució ideal, totes elles equivalents, perquè quan hom pren una d'elles com a definició, les altres poden obtenir-se a partir d'ella.

### Activitats
Una mescla de substàncies B, C... s'anomena dissolució ideal quan es compleix que aB = xB, aC = xC... o γB = 1, γC = 1 on aB, xB i γB són l'activitat, la fracció molar i el coeficient d'activitat, respectivament, de la substància B en una dissolució líquida o sòlida.

### Potencial químic
En una dissolució en equilibri amb el seu vapor a una temperatura fixa T, la condició d'equilibri exigeix que per a cada component els potencials químics siguin iguals a la dissolució i en el vapor:
Si la pressió de vapor no és elevada, hom pot considerar al vapor un gas ideal, el valor del potencial químic serà:
On {\displaystyle \mu _{i}^{\circ }\,} és el potencial químic del component i a la pressió {\displaystyle P^{\circ }=1{\text{ bar}}} i la temperatura de la mescla. Si la dissolució és ideal pot substituir-se la llei de Raoult:
Per tant, una dissolució ideal compleix que el potencial químic de qualsevol dels seus components hom pot expressar-los com:
On {\displaystyle \mu _{i}^{*}\,} és el potencial químic del component i pur.

### Funcions de mescla
La termodinàmica demostra que si hom mescla una sèrie de components purs per a obtenir una dissolució ideal, no es produeix cap efecte tèrmic ni cap canvi de volum. Matemàticament hom pot expressar-ho mitjançant la següent igualtat:
Això demostra que una dissolució ideal es forma quan tots els seus components tenen mida semblant (tenen un volum molecular similar) i quan les forces intermoleculars entre les molècules que la constitueixen són idèntiques.
Aquests mateixos resultats s'obtenen pel cas de mescles de gasos ideals, essent conseqüència de l'absència d'interaccions entre les molècules del gas ideal. La coincidència de les expressions per a les mescles de gasos ideals i les dissolucions líquides ideals posa de manifest que la mescla de gasos ideals hom pot considerar-la com un cas particular de les dissolucions ideals, però en estat gasós.

## Equilibri líquid-vapor en dissolucions ideals

### Relacions pressió-composició
En una dissolució ideal, formada per dos components que obeeixen la llei de Raoult la pressió total és la suma de les pressions parcials de cada component:
que és una funció lineal de la fracció molar d'un qualsevol dels dos components de la dissolució.
La pressió total també hom pot expressar-la en funció de la fracció molar d'un dels components en el vapor, {\displaystyle y_{1}\,}. A partir de la llei de Dalton de les pressions parcials, {\displaystyle p_{i}=y_{i}\cdot P\,}:
D'aquesta equació hom dedueix que la pressió de vapor total no és una funció lineal de la composició del vapor en fraccions molars, si bé és una funció d'aquest tipus de la composició de la fase líquida.

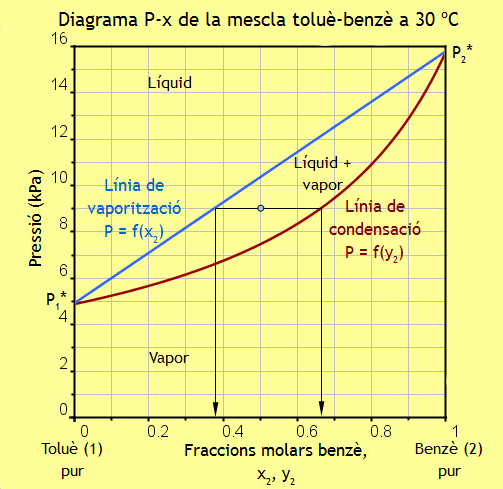
Diagrama pressió-fracció molar de la mescla toluè-benzè a 30 °C

Ambdues funcions s'acostuma a representar-les en diagrames pressió-fracció molar per a una determinada temperatura. La primera equació, la pressió total en funció de la fracció molar d'un component en la dissolució, dona una recta que s'anomena línia de vaporització o línia de bombolla. La segona equació, que relaciona la pressió total amb la fracció molar d'un component en el vapor dona una corba que s'anomena línia de condensació o línia de rosada, que queda sota la línia de condensació.
La zona per damunt la línia de vaporització correspon a la dissolució líquida, i per sota de la línia de condensació només hi ha vapor. En la regió entre ambdues línies, el sistema és bifàsic, coexistint líquid i vapor en equilibri. Un punt situat dins aquesta regió té una composició de líquid i vapor que hom pot determinar traçant una línia horitzontal. Aquesta línia interseca dos punts amb les altres dues línies, les abscisses d'aquests punts donen les composicions de la fase líquida (línia de vaporització) i de la fase vapor (línia de condensació). El segment entre ambdós punts s'anomena línia d'enllaç o d'equilibri. Així, a una determinada temperatura, per a una mescla a una pressió per a la qual coexisteixen dues fases, líquid i vapor, les composicions d'aquestes estan perfectament definides, la qual cosa està d'acord amb la regla de les fases de Gibbs, que estableix que per a un sistema de dos components, C = 2, amb dues fases en equilibri, F = 2, les llibertats són L = 2, és a dir, fixades la pressió i la temperatura, el sistema és invariant, la resta de variables estan fixades.

#### Regla de la palanca
Si una dissolució de dos components en estat líquid, amb una composició donada pel valor de {\displaystyle x_{i}^{0}} es vaporitza parcialment, existeix una relació definida entre la quantitat de substància en cada una de les fases en equilibri i la seva composició. Si hom designa per {\displaystyle x_{i}\,} la fracció molar del component considerat en fase líquida, per {\displaystyle y_{i}\,} la corresponent en la fase vapor i per {\displaystyle n(l)\,} i {\displaystyle n(g)\,} les quantitats de substàncies en les fases líquida i vapor, respectivament, es compleix que:
A aquesta mateixa relació s'arriba en el cas d'una mescla de gasos que condensi parcialment.
La demostració hom pot fer-la a partir del diagrama pressió-fracció molar. El punt assenyalat a la figura té una abscissa {\displaystyle x_{2}^{0}}, la fracció molar del component 2 abans de produir-se l'evaporació o condensació. Les components a les dues fases s'obtenen de les abscisses en traçar una recta horitzontal i intersecar les dues línies representades. Són {\displaystyle x_{2}\,} per a la fase líquida i {\displaystyle y_{2}\,} per a la fase vapor. Les quantitats {\displaystyle n(l)\,} i {\displaystyle n(g)\,} són les quantitats de substància de líquid i de vapor, respectivament. Com que les quantitats de substància han de ser idèntiques en la fase única de partida i en les dues fases resultants, el balanç de matèria indica que:
Les quantitats de substància en les fases líquida i vapor en equilibri són inversament proporcionals als segments que van del punt inicial a les línies representades. Per això s'anomena regla de la palanca, a causa de la seva semblança a aquesta regla de la mecànica.